# Thomas Jaeger (Bauingenieur)
Thomas A. Jaeger (* 5. Juli 1929 in Breslau; † 21. August 1980 in Berlin) war ein deutscher Bauingenieur.

## Leben
Jaeger studierte Bauingenieurwesen an der TH Dresden mit dem Diplom 1956 über das Traglastverfahren im Stahlbau. Die Veröffentlichung wurde wohlwollend aufgenommen und Ferdinand Schleicher regte ihn an, das Buch The plastic methods of structural analyis von Bernard George Neal über das Traglastverfahren zu übersetzen (erschienen 1958). Er veröffentlichte weitere Übersetzungen und Aufsätze zum Traglastverfahren (Grenztragfähigkeitstheorie) und galt dafür bald in Deutschland als Experte. 1963 wurde er an der TU Berlin promoviert (Untersuchung zur Grenztragfähigkeit von Stahlbetonplatten). In seiner Dissertation übertrug er das Traglastverfahren auf den Stahlbeton, untermauert durch Versuche. Ab 1968 war er Professor und Direktor an der Bundesanstalt für Materialprüfung in Berlin.
Später befasste er sich mit konstruktivem Ingenieurbau bei Kernkraftwerken (Strahlenschutz, Reaktordruckbehälter). Er hielt darüber ab 1964 Vorlesungen an der TU Berlin und habilitierte sich darüber 1970. Im Jahr 1965 gründete er die Zeitschrift Nuclear engineering and design.
1971 gründete er die International Association for Structural Mechanics in Reactor Technology (ASMiRT) und er organisierte deren erste fünf Konferenzen (SMiRT).

## Schriften
- Grundzüge der Tragberechnung. In: Der Bauingenieur, 1956, Band 31, Heft 8, S. 273–286.
- mit Antoni Swaczuk: Grenztragfähigkeitstheorie der Platten. Springer, 1963.
- Technischer Strahlenschutz. Thiemig, 1959.
- Grundzüge der Strahlenschutztechnik für Bauingenieure, Verfahrenstechniker, Gesundheitsingenieure, Physiker. Springer, 1960.
  - englische Übersetzung: Principles of radiation protection engineering. McGraw Hill, 1965.